# Gasztony
Gasztony là một thị trấn thuộc hạt Vas, Hungary. Thị trấn này có diện tích 14,27 km², dân số năm 2010 là 450 người, mật độ 32 người/km².